# Arroyo de Florencio
El arroyo de Florencio es un curso de agua  que recorre el territorio denominado Rincón de Artigas, perteneciente al estado de Rio Grande do Sul, Brasil, considerado como límite contestado por Uruguay, perteneciendo así al departamento de Artigas. Nace en la cuchilla Negra y desemboca en el arroyo de la Invernada. Pertenece a la Cuenca del Plata.